# Jamato (csatahajó)
A Jamato (大和, やまと) a Császári Japán Haditengerészet csatahajója, a Jamato osztály névadó hajója volt a második világháború idején. Egyetlen hadrendbe állított testvérhajója a Muszasi.
A csatahajón rendszeresített 46 cm-es nehézlövegek a világ legnagyobb hajóágyúi voltak. A légvédelmi fegyverzet kezdetben nem volt kielégítő. A háború alatti további beépítésekkel végül a Jamatonak 146 db 2,5 cm-es légvédelmi gépágyúja volt. A csatahajó részt vett a második világháború több nagy csendes-óceáni tengeri hadműveletében. Fő erejét, a hatalmas nehéztüzérséget azonban a tengeri háború légi-tengeri háborúvá való átalakulása következtében már alig hasznosíthatták. A Jamatot 1945. április 7-én Kjúsútól délre amerikai repülőgépek süllyesztették el.

## Története

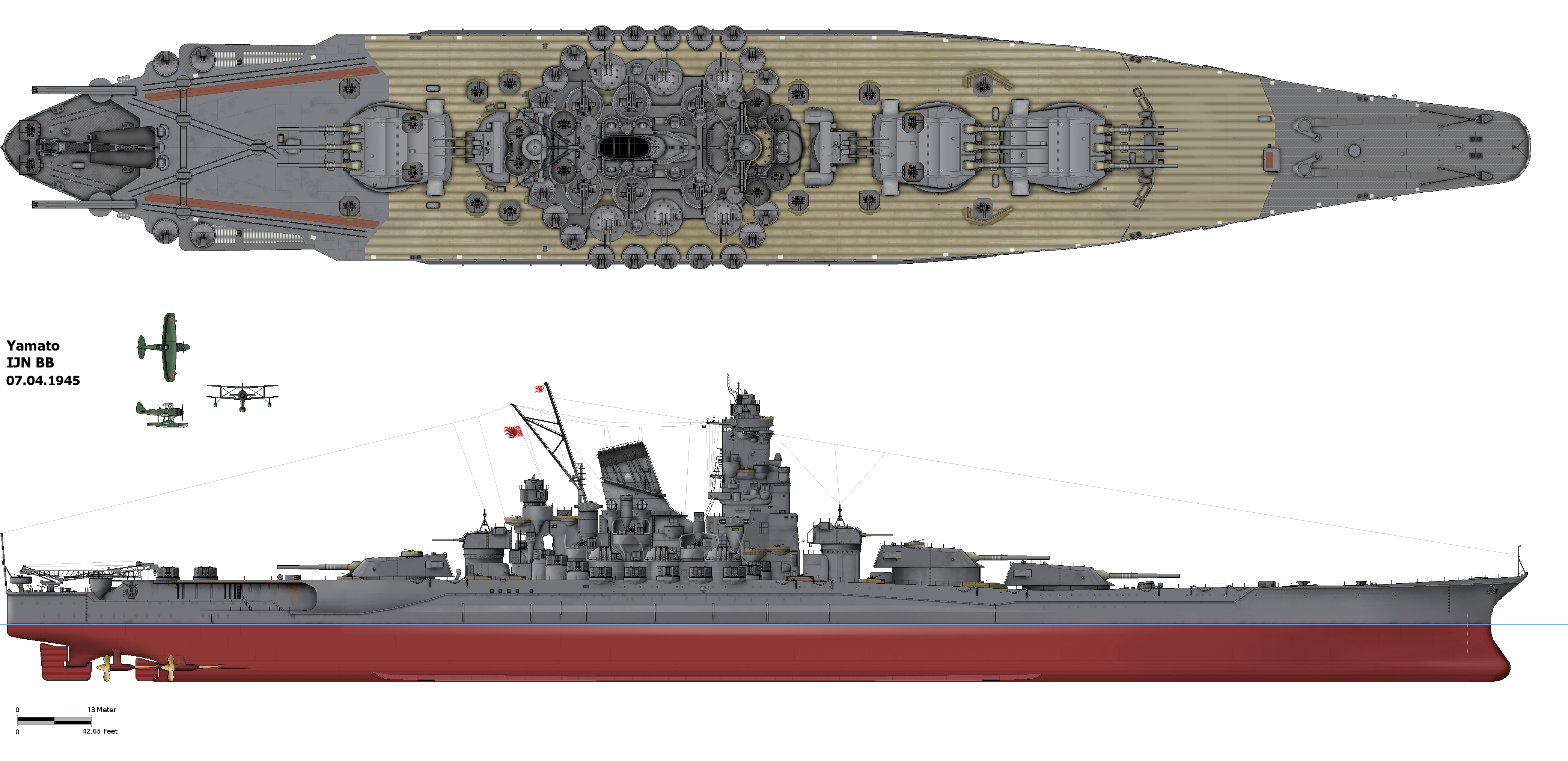
A Jamato felépítése (1944–1945)

1941 novemberében vagy decemberében a Jamato próbautakon vett részt, amelyeken elérte a 27,4 csomós (50,7 km/h) végsebességet. Ahogy a háború egyre elkerülhetetlenebbé vált, a hadiipar kapott előnyt. December 16-án – hónapokkal a tervezett előtt – a hajót hivatalosan szolgálatba állították Kurében. Az ünnepség sokkal visszafogottabb volt a szokásosnál; a katonai vezetés nem kívánta felfedni a hajó jellegzetességeit. Takajanagi Gihacsi kapitány (később altengernagy) parancsnoksága alatt az  Egyesített Flotta (Rengó Kantai) 1. csatahajórajához osztották be a Nagato és a Mucu csatahajók mellé.
1942. február 12-én Jamamoto Iszoroku admirális a Jamatót tette meg az  Egyesített Flotta zászlóshajójának a Nagato csatahajó helyett. Jamamoto admirális a Midway-atoll elleni támadást tervezett (Mi hadművelet), ahol végleg megsemmisítették volna az Egyesült Államok flottáját. Ezért május 27-én, számos hadgyakorlat után, a Jamato kifutott a Hirosimai-öbölből több csatahajó élén, ám mindvégig 600 tengeri mérfölddel a csapásmérő repülőgép-hordozók mögött haladt. Az Egyesült Államok tudott Jamamoto Midway-atoll elleni tervéről, a csata pedig Japán számára katasztrofálisan végződött: négy repülőgép-hordozót és 332 repülőgépet veszített. Jamamoto admirális végig a Jamatóról irányította a flottát. A hadművelet részeként a hajókat azonban szétszórták, hogy csapdába csalják az amerikaiakat, és a csatahajók emiatt túl messze voltak ahhoz, hogy részt vegyenek az ütközetben. Június 5-én Jamamoto parancsot adott a visszavonulásra, a Jamato így visszatért a Hirosimai-öbölbe.
Augusztus 7-én Guadalcanal szigetét szövetséges támadás érte. 17-én a Jamato elhagyta Kure kikötőjét és Truk felé vette az irányt. Tizenegy napi hajózás után a USS Flying Fish amerikai tengeralattjáró észrevette és négy torpedót lőtt ki rá. A hajót nem érte találat és még aznap megérkezett Trukra. Miközben Guadalcanalon és környékén folytatódtak a szárazföldi, illetve tengeri harcok, a Jamato végig Trukon horgonyzott. A harcokban lőszer- és üzemanyaghiány miatt nem vett részt, emellett a Guadalcanal körüli vizek sekélyek és részben feltérképezetlenek voltak, a hadvezetés pedig túlságosan féltette a hajót. Az év vége előtt a Jamato parancsnokságát Macuda Csiaki kapitány (később altengernagy) vette át Takajanagitól.
Egy évnyi szolgálat után, 1943. február 11-én a Jamato új testvérhajója, a Muszasi lett az összevont flotta zászlóshajója. A Jamato, mióta 1942 augusztusában megérkezett Trukra, csak egyetlen napot töltött onnan távol. 1943. május 8-án végül a Jamato elhagyta Trukot, hogy Jokoszuka érintésével visszatérjen Kurébe. Kilenc napig volt szárazdokkban, eközben apróbb javításokat végeztek rajta. Júliusban aztán jelentősen fejlesztették: új radarrendszert kapott, megerősítették a másodlagos lövegek körüli páncélzatot, új légvédelmi ágyúkkal szerelték fel. Augusztus 16-án a Jamato ismét Trukra indult egy nagyobb különítménnyel. Szeptember 18-án, válaszul a Tarawa-, Makin- és Abemama-atollok amerikai inváziójára, egy japán csapásmérő egység, élén a Jamatóval, az amerikai erők ellen vonult, ám miután az ellenséges flottát nem találták, egy héttel később visszatértek Trukra. Egy hónappal később ismét kihajóztak, mivel hírszerzési információk alapján az Egyesült Államok csapást mért volna a Wake-szigetre, de a flotta október 26-án ismét anélkül tért vissza, hogy megütköztek volna az ellenféllel.
December 12–17-én a Jamato csapatszállítókat kísért Trukról Jokoszukába. Mivel testvérhajójával, a Muszasival rendkívül nagy volt a teherkapacitásuk, a visszaúton maguk is katonákat és utánpótlást szállítottak a kaviengi és az admiralitás-szigeteki helyőrségeknek. December 25-én a konvojt Truktól 180 mérföldre (290 km) északkeletre észrevette az amerikai Skate tengeralattjáró. Négy torpedót lőtt ki a Jamatóra; csupán egy talált célba, az viszont jelentős károkat okozott. A hátsó lövegtorony közelében robbanó torpedó hatására az övpáncélt és a torpedóvédő válaszfalat összekötő szegecselés csaknem 25 méter hosszan elnyíródott. A hajótestbe 3000 tonna víz ömlött be, a Jamato aznap mégis elérte Trukot. Az Akasi szerelőhajó elvégezte a legsürgetőbb javításokat, majd a Jamato január 10-én elindult Kurébe, hogy ott végezzék el a további szükséges munkálatokat.
A nagyjavítás alatt újabb légvédelmi ágyúkkal is felszerelték. Az új támaszpont, Tawi-Tawi felé haladva a Jamato 1944. április 21-én betért Manila kikötőjébe.
Június elején a Jamatót és a Muszasit ismét csapatszállítóvá kívánták átalakítani, hogy segédkezzenek Biak szigetének védelmében a Kon hadművelet részeként. A küldetést azonban lefújták, miután Ozava altábornagy értesült arról, hogy amerikai repülőgép-hordozók megtámadták a Mariana-szigeteket. A császári haditengerészet minden erejét arra összpontosította, hogy döntő csapást mérjen az Egyesült Államok csendes-óceáni flottájára, amely azonban nagyobb és edzettebb volt. 1944. június 19-e és 23-a között, a Filippínó-tengeri csatában a Jamato Ozava altábornagy mobil flottájának csapatait szállította. Japán három repülőgép-hordozót és 426 repülőgépet veszített el; a Jamato mindössze annyit tett, hogy egyszer tévedésből tüzet nyitott egy visszatérő japán repülőgépre.
A következő bevetésre októberben került sor, amikor is a csatahajó részt vett a leytei csatában. Az ellenséges légitámadások itt szinte teljes egészében a Muszasi ellen irányultak, a többi csatahajó alig kapott találatot, magát a Jamato-t a Sibuyan-tengeren csupán két találat érte. Az egyik nem sok kárt okozott, de a másik a hajó orrát találta el és a vízvonal alatt nagy léket szakított a hajótestbe, melyen keresztül ismét 3000 tonna víz ömlött a hajóba.
A következő nap a japánoknak sikerült kijutniuk a szigetek keleti oldalára és a partraszállás helyszínét megközelítve találkoztak egy kísérő repülőgép-hordozókból álló amerikai kötelékkel. A csatahajó történetében ez volt az egyetlen alkalom, amikor felszíni célpontok ellen használhatta hatalmas főtüzérségét. A csatahajó összesen 104 darab 46 cm-es lövedéket lőtt ki. Eközben egy újabb bombatalálat érte, amely jelentős kárt nem okozott.
Leyténél a japán flotta lényegében megszűnt létezni. A Muszasi elsüllyesztése után ismét a Jamato lett a japán flotta zászlóshajója, bár ez a flotta ekkor gyakorlatilag már nem is állt másból, mint a zászlóshajóból, és néhány kísérőhajójából. 1945. március 19-én a Hirosimai-öbölben horgonyzó csatahajó ellen támadást intéztek a közelben portyázó amerikai repülőgép-hordozók gépei. A hajót csupán egyetlen bomba találta el, mely a parancsnoki híd mellett csapódott be és nem okozott nagy sérüléseket.
Az okinavai partraszállás már egyenesen Japán létezését fenyegette, s a hadvezetés nem habozott minden, még rendelkezésre álló erőt bevetni, hogy megpróbáljanak más folyásirányt adni az eseményeknek. Tudták, hogy végül is nem veszíthetnek semmit, hiszen ha Okinava elesik, Japánnak úgyis vége. Ezért egy nagy kamikaze-akciót terveztek, melyben a Jamato is szerepet kapott. Az elképzelés szerint a csatahajó előretört volna az okinavai partokig, majd ott zátonyra futtatva magát, a továbbiakban parti erődként működött volna. A terv azzal számolt, hogy a kamikazék támadásai majd megritkítják az amerikai repülőgép-hordozók sorait, csökkentve ezzel a Jamato kötelékre váró légi veszélyt. A csatahajó néhány tisztje is kifejezte ellenérzését az akcióval kapcsolatban, de a döntéshozatalba persze nem volt beleszólásuk. Annyit azért sikerült elérniük, hogy az engedélyezett 40 helyett 60% üzemanyagot vételezhettek, ami a közhiedelemmel ellentétben, elvileg elég lett volna egy oda-vissza útra is.

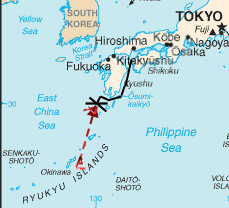
A japán (fekete vonal) és az amerikai kötelékek (piros) útvonalai a Ten-gó hadművelet során

A Jamato az Agano osztályú Jahagi könnyűcirkáló és nyolc romboló kíséretében 1945. április 6-án délután háromkor futott ki Tokujamából. A Ten-gó névre keresztelt hadműveletet annak egyik legnagyobb ellenzője, Itó Szeícsi altengernagy irányította. A Jamato parancsnoka Aruga Kószaku ellentengernagy volt.
A köteléket a Bungo-szorosban még aznap este észrevette két amerikai tengeralattjáró, az USS Hackleback és az USS Threadfin, melyek túl messze voltak ahhoz, hogy támadást indítsanak, de természetesen rögtön jelentették a japán hajók feltűnését.
A Jamato-t április 7-én, reggel fél kilenc körül észlelte először az amerikai Essex repülőgép-hordozó egyik felderítő repülőgépe, s az amerikaiak ettől kezdve folyamatosan szemmel tartották a japán köteléket. A csatahajón reggel tíz óra után rendelték el a harckészültséget, amikor a radar közeledő repülőgépeket jelzett.
Közben 15 amerikai repülőgép-hordozóról összesen 386 torpedóvető és zuhanóbombázó repülőgép szállt fel.
A Jamato radarja nem sokkal dél után észlelte először az első támadó köteléket. A hajó teljes sebességre gyorsított, a kísérőrombolók pedig, kör alakban elhelyezkedve a Jamato körül, közelebb húzódtak a csatahajóhoz. A támadás fél egy után kezdődött és alig tíz percet vett igénybe.

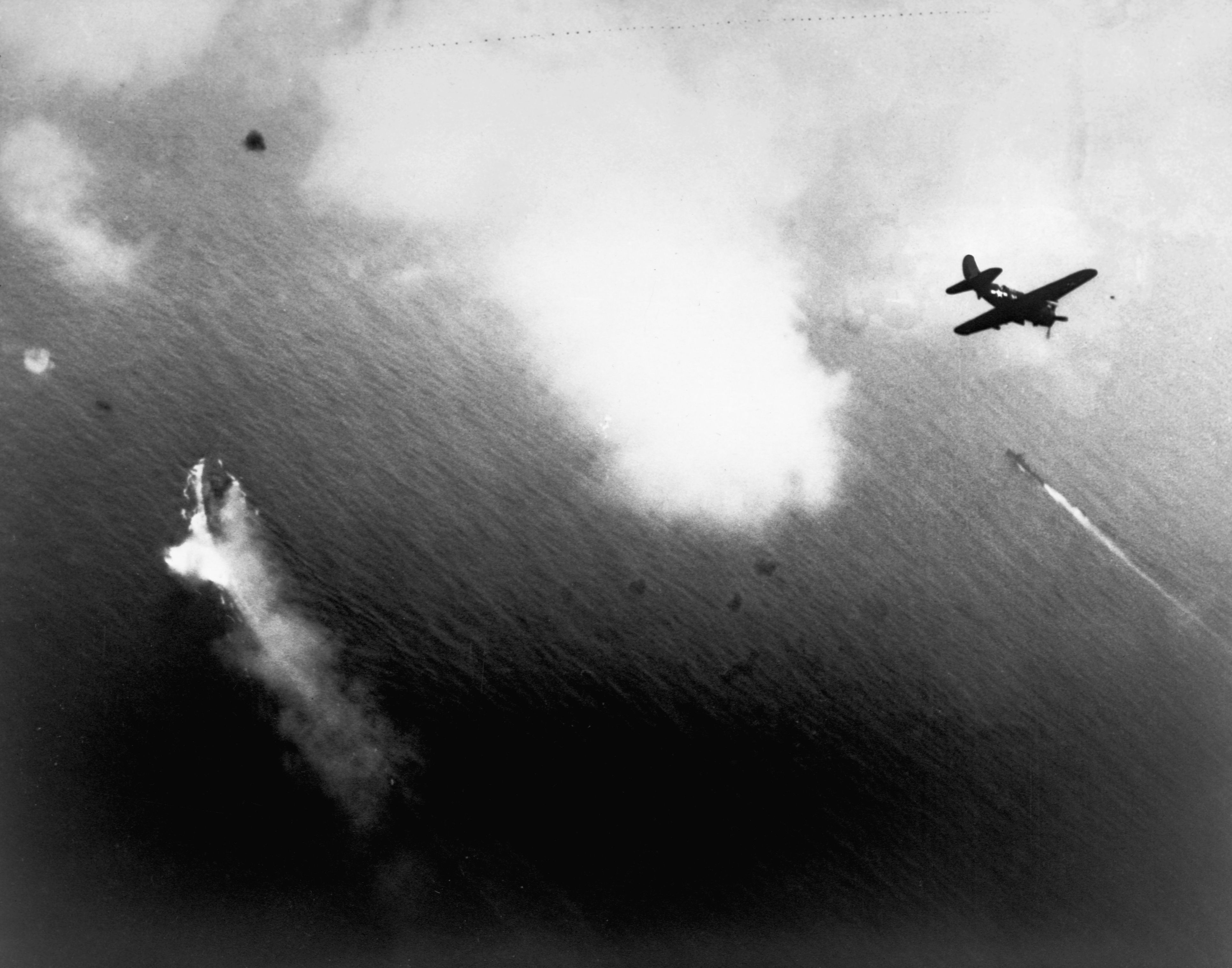
Amerikai repülők megkezdik támadásukat a Jamato ellen (középen balra). Középen jobbra egy japán romboló látható.

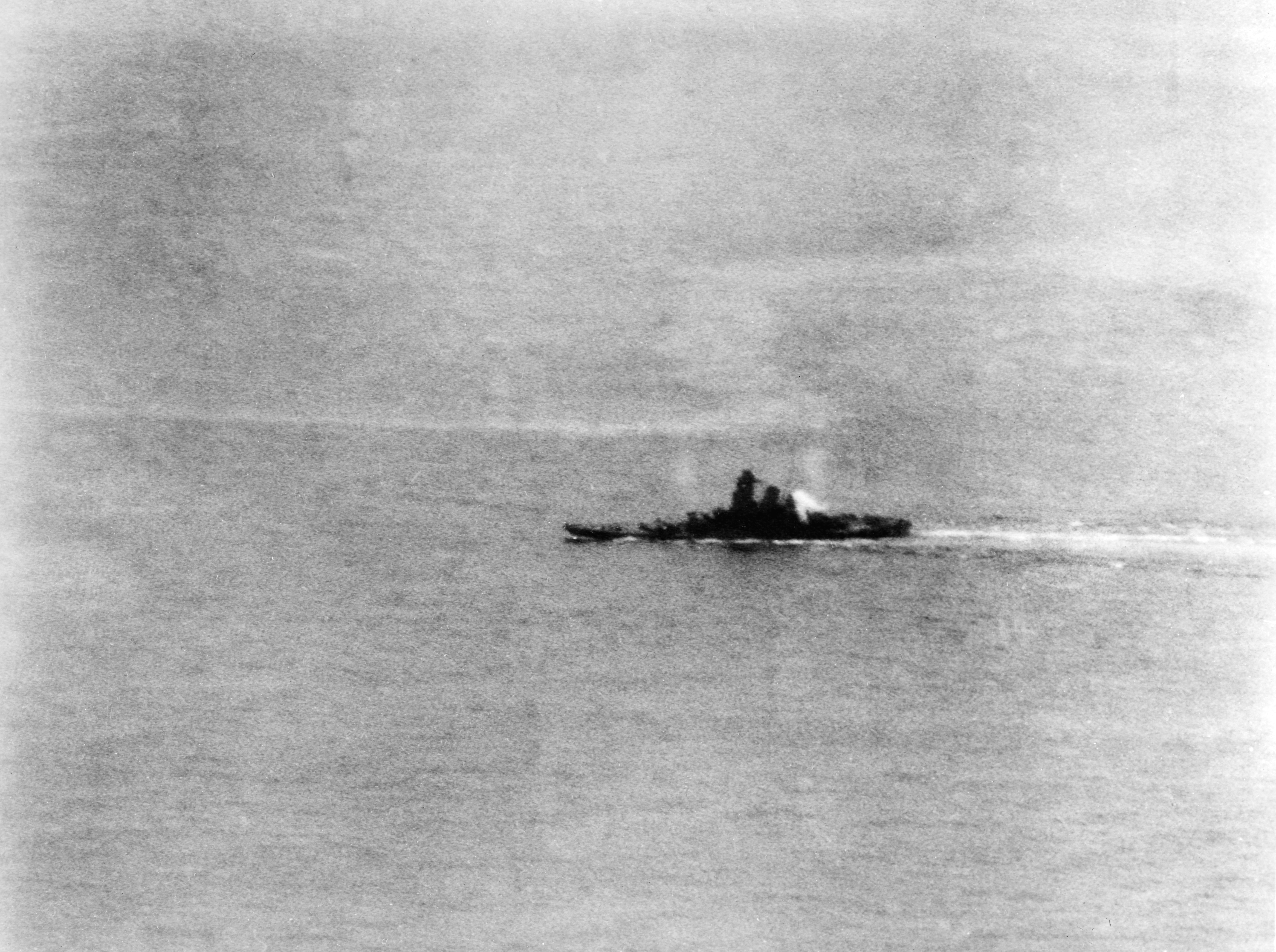
Az égő és balra dőlő Jamato

A csatahajót hat bombatalálat érte, melyek végzetes sérülésüket persze nem okoztak, de megtizedelték a légvédelmi gépágyúkat és azok kezelőszemélyzetét egyaránt. Tönkretették a hátsó parancsnoki hidat a radarral együtt, és számos tüzet okoztak a hajó belsejében. A hátsó híddal együtt odalett a hátsó kárelhárító központ is, annak teljes legénységével együtt. Emiatt aztán a fejetlen és szervezetlen kárelhárítás a csatahajó elsüllyedéséig sem volt képes megfékezni a fedélközben tomboló tüzeket. Az utolsó bomba a hátsó 155 mm-es lövegtorony tetejét találta el, és azon könnyedén áthatolva berobbantotta az ott előkészített tölteteket. A toronyban és a barbettában nagy erejű tűz tört ki, melyet szintén nem tudtak eloltani.
Az első torpedó 12:45-kor találta el a csatahajó bal oldalát, és ezt még további két-három találat követte, mind a bal oldalon. A hajótestbe nagy mennyiségű víz ömlött, elárasztva a kisegítő kormány kamráját, és a bal oldali turbinatermet is. Az öt fokos dőlést az ellenárasztásokkal gyorsan sikerült egy fokra mérsékelni, ám egy óra körül egy második, jóval nagyobb erejű támadás érte a hajót, amely ismét négy-öt torpedótalálatot kapott, egy kivételével valamennyit a bal oldalán.
A találatok következtében több kazánházat is elöntött a víz. Az ellenárasztás céljára szolgáló valamennyi jobb oldali rekesz elárasztásával sem tudták a kezdetben 18 fokos dőlést 10 foknál kisebbre mérsékelni. Ez egyebek mellett azzal a következménnyel járt, hogy a 460 mm-es ágyúk harcképtelenné váltak, ugyanis lőszerfelvonóik öt fokos dőlés felett már nem működtek. A hajó elsőtisztje, Nomura Dzsiro sorhajókapitány kérte a hajó parancsnokát, engedélyezze a jobb oldali turbinaterem és a jobb oldali kazánházak elárasztását, azonban Aruga ellentengernagy, aki úgy érezte, már így is túl sok víz van a hajó belsejében és emiatt alig tudnak manőverezni, nem járult hozzá ehhez.

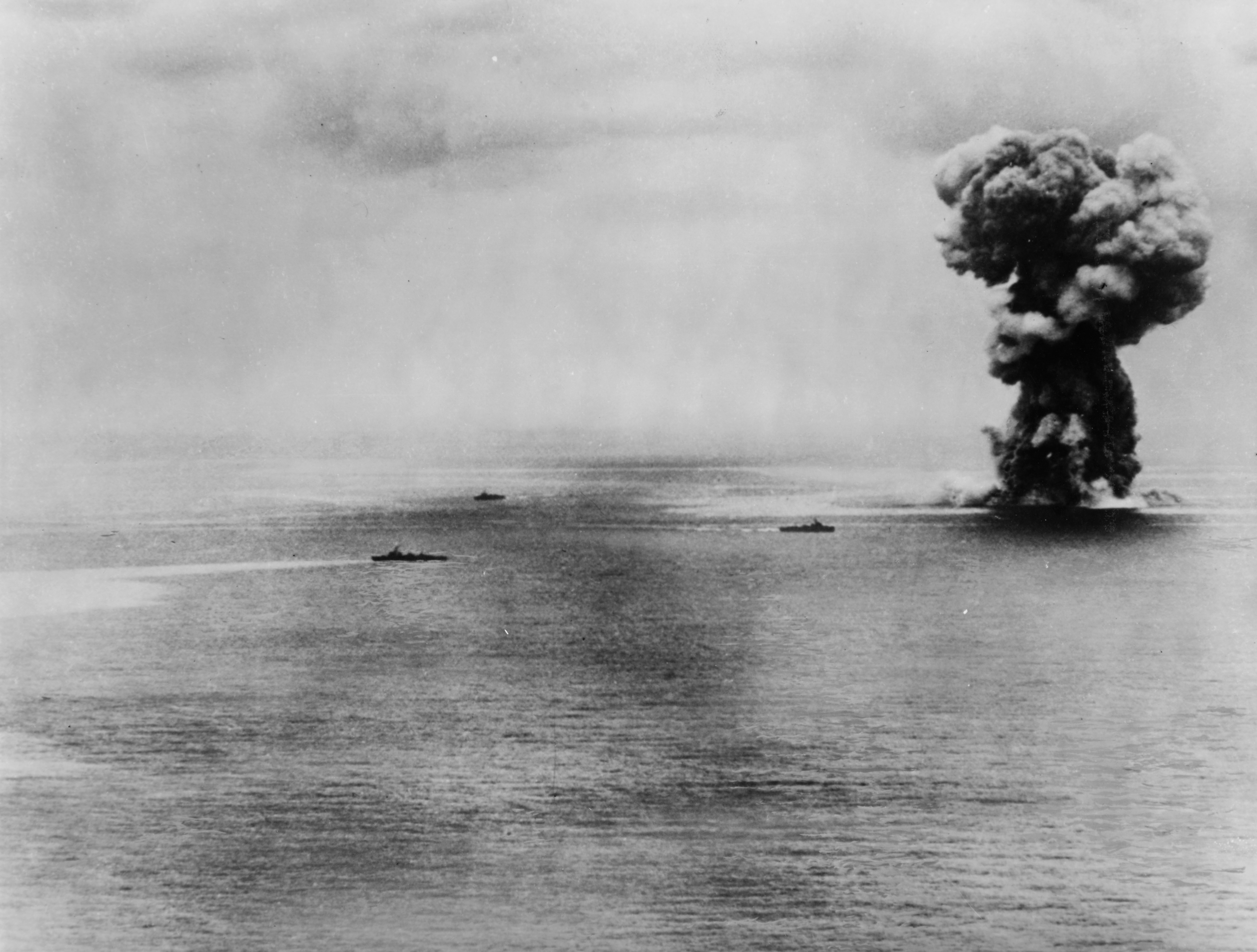
A Jamato felrobbanása

A harmadik és utolsó támadás háromnegyed kettőkor kezdődött. A hajó négy bombatalálatot kapott, melyek ismét sok légvédelmi ágyút elpusztítottak, és újabb tüzeket okoztak a csatahajó belsejében, de nem veszélyeztették annak úszóképességét. Annál inkább az újabb négy torpedótalálat, melyekből három megint a hajó bal oldalát érte. Az egyik tönkretette a fő kormányszerkezetet, és mivel a segédkormány már korábban üzemképtelenné vált, a Jamato elvesztette manőverezőképességét, és egyetlen működő hajócsavarral, tíz csomós sebességgel, tehetetlenül forgott körbe. Ugyanez a torpedótalálat hatalmas vízbetörést okozott a hajó védtelen tatrészén, de a többi torpedótalálat nyomán is áradt be a víz hajó belsejébe. Nomura ezúttal nem kérte ki a parancsnok véleményét, hanem a támadás után saját szakállára megkezdte a jobb oldali gépházak elárasztását, hogy megpróbálja az ismét dőlni kezdő csatahajót kiegyensúlyozni. Ekkor azonban már minden hiábavaló volt. A csatahajó egyre gyorsabban dőlt balra, s mikor a dőlés nemsokára elérte a 22 fokot, kiadták a parancsot a hajó elhagyására.
14:20-kor leállt az utolsó hajtómű is, s pár perccel később a csatahajó belefordult az óceánba. (é. sz. 30° 22′, k. h. 128° 04′30.366667°N 128.066667°E) Ahogy a felépítmény eltűnt a hullámok között, 14:23-kor a roncs váratlanul felrobbant. A robbanás akkora volt, hogy még a 200 km-re lévő Kagosimán is lehetett látni és hallani, a detonáció gombafelhője pedig a jelentések szerint csaknem 6700 m magasra tört fel.
A Jamato személyzetéből a kísérőrombolóknak csupán 269 embert sikerült megmenteniük.
2005-ben Szato Dzsunja japán filmrendező a csatahajó utolsó útját a Yamato – Öngyilkos küldetés c. háborús játékfilmben dolgozta fel. A film a hajón szolgáló fiatal, 15-18 éves tengerészek szemszögéből mutatja be az eseményeket és Japánban hatalmas sikert aratott.

## Fordítás
- Ez a szócikk részben vagy egészben  a   Japanese battleship Yamato című angol Wikipédia-szócikk fordításán alapul.  Az eredeti cikk szerkesztőit annak laptörténete sorolja fel. Ez a jelzés csupán a megfogalmazás eredetét és a szerzői jogokat jelzi, nem szolgál a cikkben szereplő információk forrásmegjelöléseként.
- Ez a szócikk részben vagy egészben  az   Operation Ten-Go című angol Wikipédia-szócikk ezen változatának fordításán alapul.  Az eredeti cikk szerkesztőit annak laptörténete sorolja fel. Ez a jelzés csupán a megfogalmazás eredetét és a szerzői jogokat jelzi, nem szolgál a cikkben szereplő információk forrásmegjelöléseként.